# Ermita de la Magdalena (Banyeres de Mariola)
L'ermita de la Magdalena de Banyeres de Mariola és un edifici religiós d'estil gòtic primitiu, l'origen del qual cal situar entorn dels segles xiii i xiv, ja que pertany al denominat estil gòtic de reconquesta, per ser dels primers temples cristians després de la conquesta del Regne de València. Té la categoria de bé de rellevància local.
L'edifici és d'una planta única, rectangular i exempta, construïda amb maçoneria, amb una coberta a dues aigües amb teula àrab. Compta amb arcs diafragmes ogivals, sobre els quals i els murs laterals es recolzen cinc bigues. La façana està orientada a l'est, és pentagonal i compta amb un vèrtex superior truncat per l'espadanya, formada per dos pilars i arc apuntat. La porta està reforçada amb una xapa de zinc, i sobre aquesta, un òcul ovalat permet l'entrada de llum a l'interior. L'adscripció a Santa Maria Magdalena, patrona de Banyeres, i la data, es reflecteixen en un retaule ceràmic. L'estil gòtic i les característiques medievals estan emmascarats per l'arrebossat en blanc del sostre, així com per l'absència del banc corregut perimetral.